# Calanthemis
Calanthemis is een kevergeslacht uit de familie van de boktorren (Cerambycidae). De wetenschappelijke naam van het geslacht werd voor het eerst geldig gepubliceerd in 1864 door Thomson.

## Soorten
Calanthemis omvat de volgende soorten:
- Calanthemis aurescens Hintz, 1911
- Calanthemis camerunensis Adlbauer & Bjørnstad, 2012
- Calanthemis conradti (Kolbe, 1893)
- Calanthemis duttoi Adlbauer & Bjørnstad, 2012
- Calanthemis elongatus Adlbauer & Bjørnstad, 2012
- Calanthemis flavomaculatus Adlbauer, 2001
- Calanthemis gabonicus (Thomson, 1858)
- Calanthemis garnieri Adlbauer & Dauber, 2002
- Calanthemis hauseri Jordan, 1904
- Calanthemis mocquerysi (Jordan, 1894)
- Calanthemis montium Hintz, 1913
- Calanthemis morettoi Adlbauer, 2005
- Calanthemis myops Thomson, 1864
- Calanthemis riccardoi Adlbauer & Bjørnstad, 2012
- Calanthemis rufovittatus Aurivillius, 1907
- Calanthemis saltator (Kolbe, 1893)
- Calanthemis sanguinicollis Hintz, 1913
- Calanthemis schmidi Dauber, 2004
- Calanthemis scioae Aurivillius, 1928
- Calanthemis spiloderes Jordan, 1903
- Calanthemis subcruciatus (White, 1855)
- Calanthemis temera Jordan, 1903
- Calanthemis tenuis Jordan, 1903
- Calanthemis thomensis Aurivillius, 1910
- Calanthemis trifasciatus Hintz, 1911
- Calanthemis viridipennis (Lameere, 1893)
- Calanthemis wollastoni (Gahan, 1909)